# Jürg Wegelin
Jürg Wegelin (* 3. Juni 1944 in der Schweiz) ist ein Schweizer Journalist.
Wegelin hat an den Universitäten von Lausanne, Washington und Bern Volkswirtschaftslehre und Soziologie studiert. Er war Wirtschaftsredaktor bei der Schweizerischen Depeschenagentur (SDA), Ressortleiter beim Bund und bei der Handelszeitung und zuletzt Bundeshausjournalist der Wirtschaftszeitung Cash.
Er lebt in Bremgarten bei Bern.

## Werke
- Jean Ziegler – Das Leben eines Rebellen. Nagel & Kimche, München 2011, ISBN 978-3-312-00485-0.
- Mister Swatch – Nicolas Hayek und das Geheimnis seines Erfolgs. Nagel & Kimche, Zürich 2009, ISBN 978-3-312-00447-8.